# Château de Bossay
Le château de Bossay est un château situé à Bossay-sur-Claise (Indre-et-Loire) et inscrit aux monuments historiques le 16 novembre 1995.